# 揚切克拉克河
揚切克拉克河（羅馬化：Yanchekrak）是烏克蘭南部扎波羅熱州的河流，屬於第聶伯河的左支流，發源自皮亞季哈特基以東，河口處在卡姆揚斯凱西部，河道全長30公里。